# 劳 (未确认动物)
劳（Lau）是一种据传出没于苏丹中部湖泊的神秘生物，它通常被认为是一种类似蛇颈龙的生物。一个未经证实的传闻称，在1914年，一群希卢克人（Shilluk people）曾猎杀了一只劳。在神秘动物学中，一些研究者认为，劳可能是某种鲶鱼或肺鱼。